# Lissonota fundator
Lissonota fundator är en stekelart som först beskrevs av Carl Peter Thunberg 1822.  Lissonota fundator ingår i släktet Lissonota, och familjen brokparasitsteklar. Arten är reproducerande i Sverige. Inga underarter finns listade.